# Albert Viaplana i Veà
Albert Viaplana i Veà (Barcelona, 1933 - Barcelona, 14 de maig de 2014) fou un arquitecte català, un dels últims referents de l'Escola de Barcelona. Es va graduar a l'Escola Tècnica Superior d'Arquitectura de Barcelona (ETSAB) el 1966, on exercí com a professor des de 1978. Obres seves com la Plaça de l'Estació de Sants (Barcelona) han estat assenyalades com a precursores del desconstructivisme. S'associà a la feina, primer amb Helio Piñón i després amb el seu fill, David Viaplana.

## Estudi Viaplana-Piñón (1974-1997)

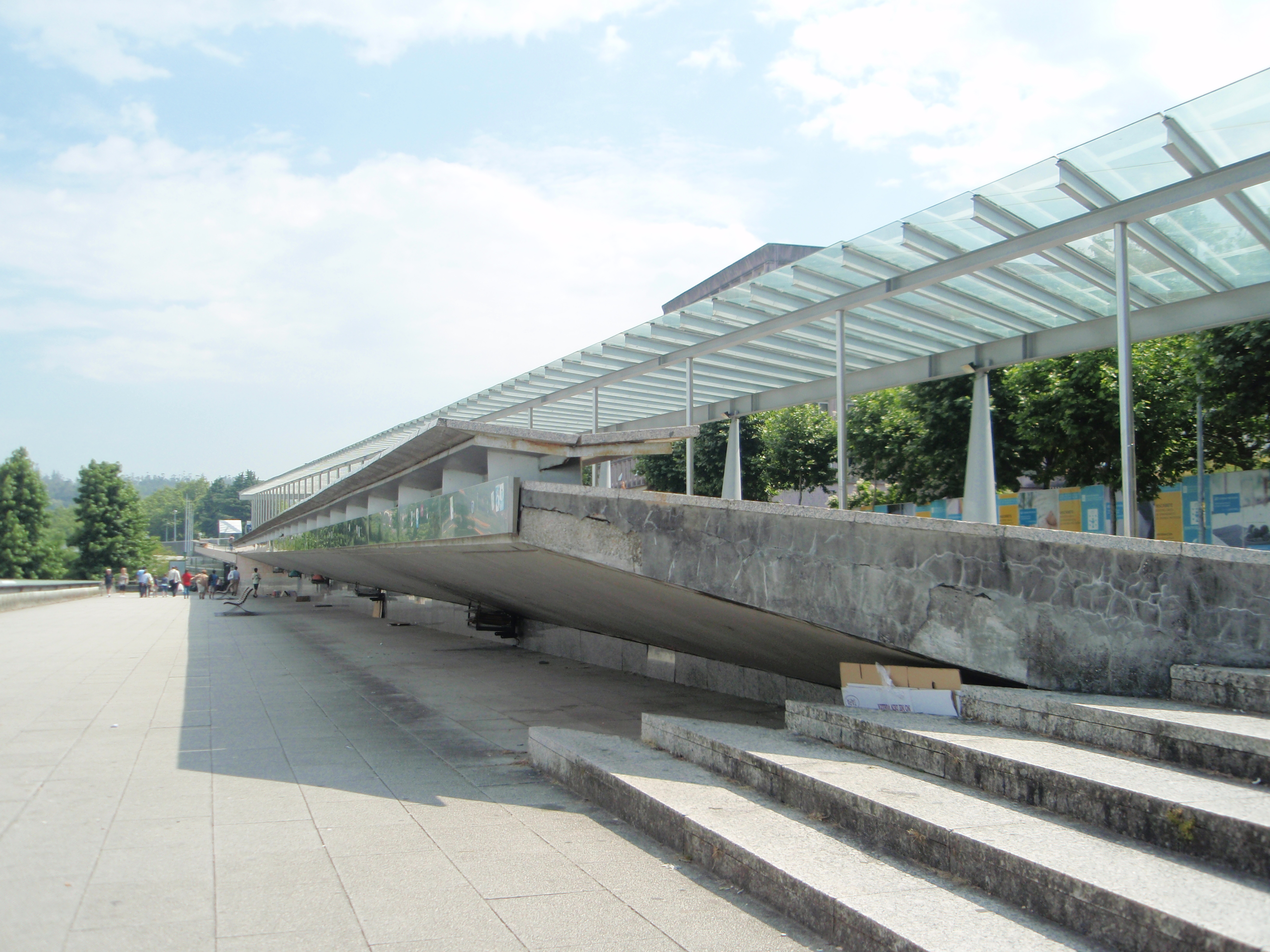
Vista parcial del passeig Joan XXIII de Santiago de Compostel·la.

Associats des 1974, foren descrits com a minimalistes i moderns, aplicant de forma racional i harmònica els trets regionals tradicionals. Un fita important en la seva obra fou la Plaça de l'Estació (1983), la renúncia a l'evocació històrica i la desconstrucció dels seus elements de manera atòpica i ahistòrica, hi negava en certa manera la realitat històrica del lloc a favor de la fragmentació abstracta dels seus elements conceptuals i tipològics, fet que es considera un dels començaments del desconstructivisme. Es tracta d'una plaça dura (sense vegetació). No hi ha idea de lloc ni de centralitat, sinó només de recorreguts de pas en qualsevol direcció. Durament criticada durant la construcció pels veïns, i qualificada de diverses maneres per la crítica (desconstructivista, minimalista), quan va ser acabat va esdevenir un dels paradigmes de l'arquitectura espanyola de la darreria del segle xx. És una de les seves obres més publicada, valorada i coneguda.
Aquesta plaça és model d'una arquitectura que combina temes autòctons amb influències foranes modernes mitjançant exploracions conceptuals, abstractes i minimalistes, que no cauen en el pastitx.
Durant els anys d'activitat del despatx van col.laborar arquitcetes de la valua d'Enric Miralles, Ricard Mercadé, David Viaplana i Aurora Fernández. Ricard Mercadé va ser arquitcete associat entre els anys 1992 i 1997.
A final de 1997 Piñón deixà l'oficina i va donar l'exclusiva autoria a Viaplana. Morí el 14 de maig de 2014 a Barcelona, als vuitanta-i-un anys.

## Obres destacades

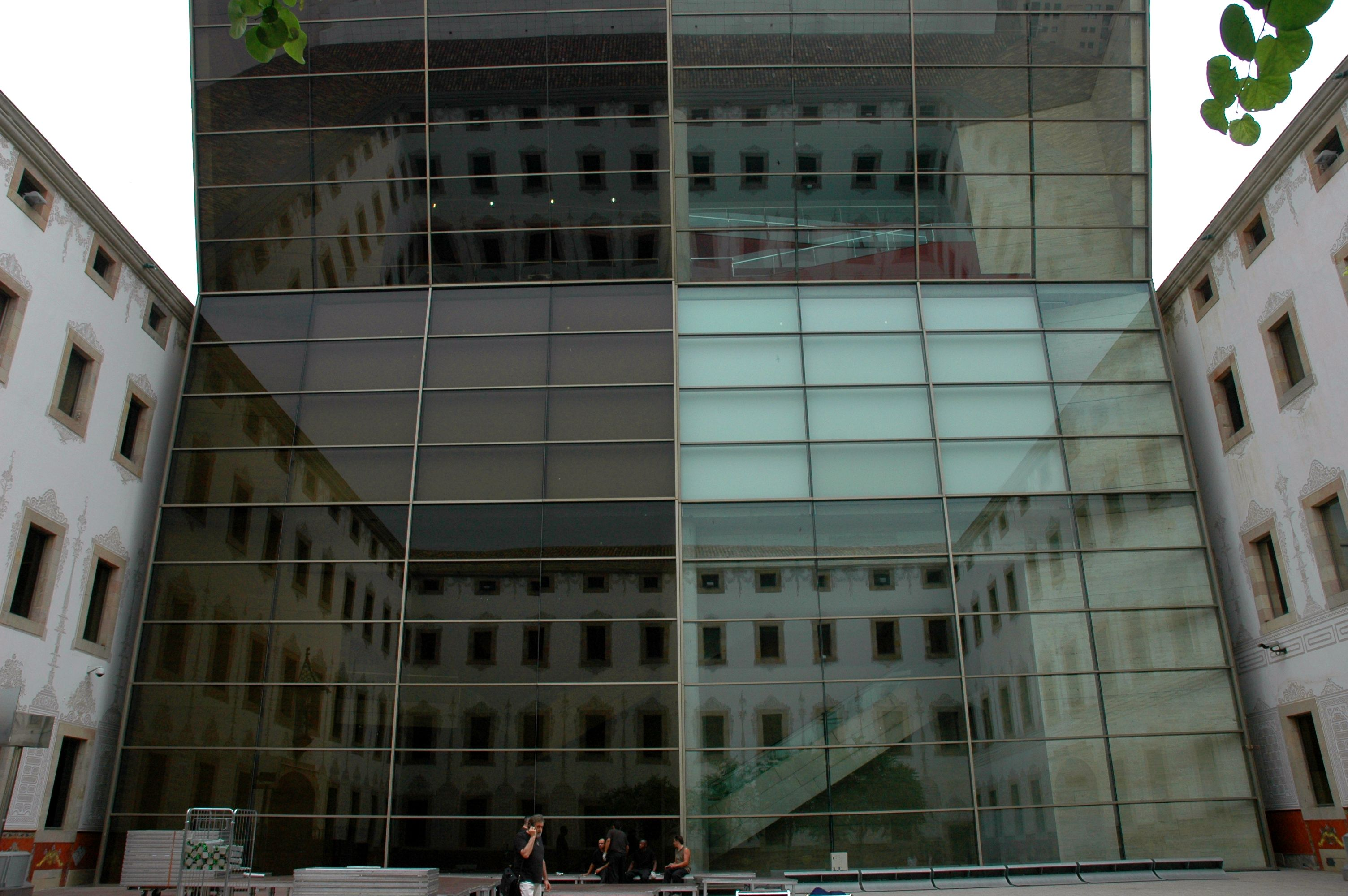
Centre de Cultura Contemporània de Barcelona.

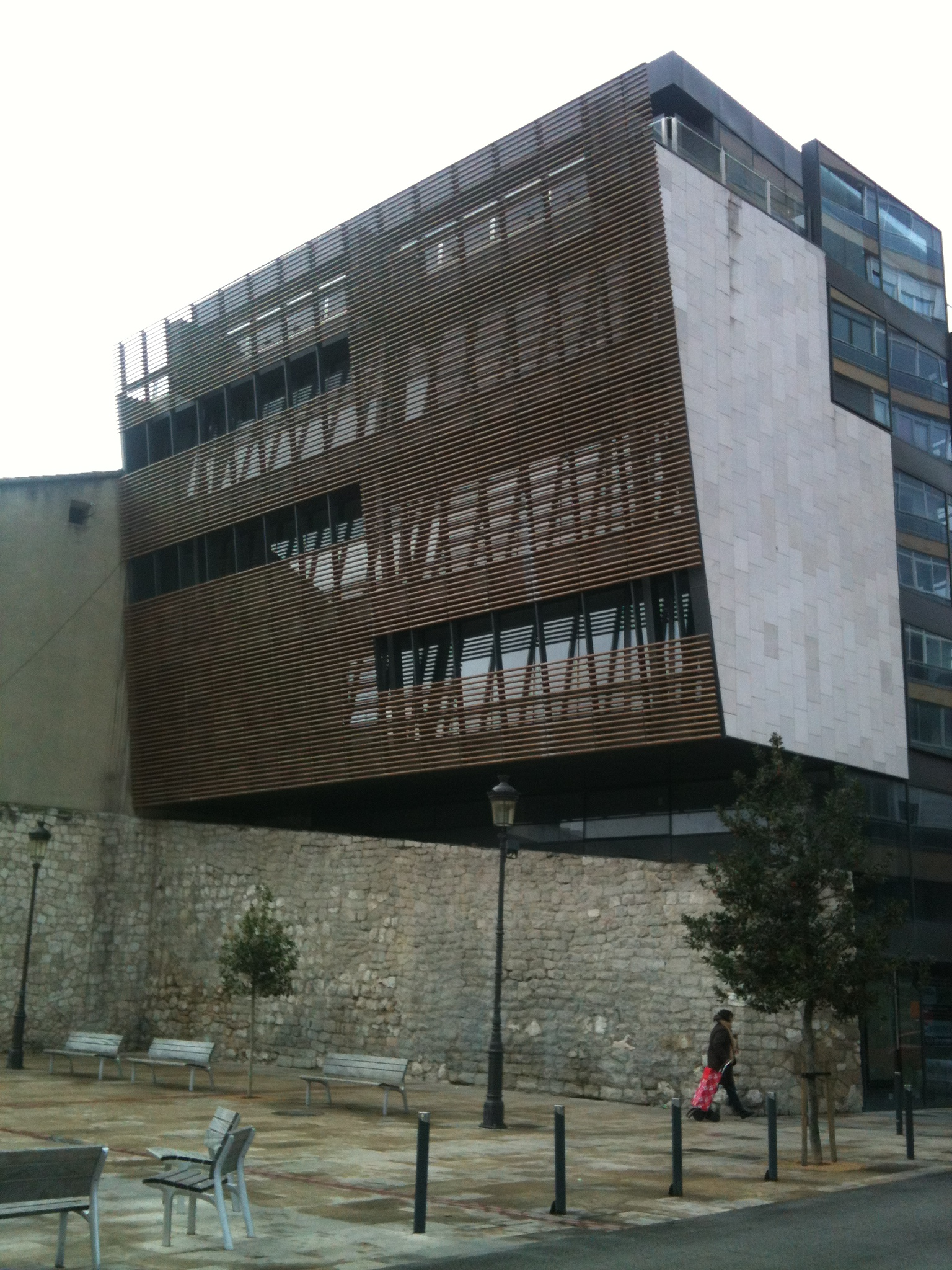
Casa de la Muralla (2009), Burgos.

- 1974 - Palau de la Diputació d'Osca (Osca). Concurs.
- 1980 - Cinemes Rosselló (Barcelona). Projecte no realitzat
- 1981 - 1983 - Plaça dels Països Catalans, abans Plaça de l'Estació de Sants (Barcelona).
- 1984 - Parc del Besòs (Sant Adrià del Besòs).
- 1987 - 1990 - Hotel Hilton Diagonal Mar (Barcelona).
- 1989 - 1992 - Bloc de 133 habitatges a la Vila Olímpica de Barcelona (Barcelona).
- 1989 - 1992 - Oficines Eurocity 2, 3 i 4 (Vila Olímpica, Barcelona).
- 1990 - 1993 - Centre comercial Maremàgnum (Barcelona).
- 1990 - 1994 - Centre de Cultura Contemporània de Barcelona (CCCB), remodelació de l'antiga Casa de la Caritat (Barcelona).
- 1990 - 1995 - Rambla del Mar (Barcelona).
- 1991 - 1996 - Ordenació de la Avenida Juan XXIII (Santiago de Compostel·la).
- 1993 - Palau de Congressos i ajuntament (Girona). No construït
- 1995 - Museu de Belles Arts de Castelló (Castelló). Concurs
- 1996 - Aquari de Santiago de Compostel·la (Santiago de Compostel·la). Projecte no realitzat
- 1997 - Facultat de Dret (Lleida). Concurs.
- 2000 - Torre Barcelona (Barcelona). Projecte no realitzat.
- 2001 - Remodelació de la plaça Mayor i de la plaça de Santo Domingo de Guzmán (Burgos).[9]
- 2002 - Passarel·les sobre la Gran Via de les Corts Catalanes (Barcelona).
- 2003 - Ajuntament de Sant Cugat del Vallès (Sant Cugat del Vallès). Concurs.
- 2009 - Casa de la Muralla (Burgos).[10]

## Exposicions
- 1990- Espai 13 (Fundació Joan Miró) Albert Viaplana i Helio Piñón. La retrospectiva dels arquitectes Albert Viaplana i Helio Piñón es va concebre com una taula enorme per a trenta comensals. Les maquetes van ser construïdes per a l'ocasió per Joan Molina a partir dels dibuixos essencialistes dels arquitectes. Era una forma de traslladar les idees arquitectòniques de l'esbós a l'espai escultòric. Realitzades amb coure, zinc o plom, s'il·luminaven individualment mitjançant un flexo. Totes tenien al davant una cadira que evocava la participació imaginària del públic en la construcció d'espais possibles per a la seva arquitectura.[11]

## Publicacions
- 1996 - AC: Obra: Viaplana-Piñón. Ed. Col·legi d'Arquitectes de Catalunya.